# Tratado bizantino-veneziano de 1277
O tratado bizantino-veneziano de 1277 foi um acordo entre o Império Bizantino e a República de Veneza que renegociou e estendeu por dois anos o tratado anterior de 1268 entre as duas potências. O acordo foi benéfico para ambos os lados: o imperador bizantino Miguel VIII Paleólogo evitou que os venezianos e sua frota participassem das tentativas de Carlos de Anjou de organizar uma cruzada anti-bizantina, enquanto os venezianos conseguiram manter seu acesso ao mercado bizantino, e até mesmo aumentar seus privilégios comerciais obtendo acesso direto ao Mar Negro e o direito a seus próprios aposentos em Constantinopla e Tessalônica. Além disso, eles foram capazes de impedir a reconquista bizantina dos territórios alinhados com os venezianos no Egeu, embora o tratado permitisse explicitamente que ambos os lados continuassem lutando pelo controle da ilha de Eubéia (Negroponte). No entanto, a curta duração do acordo deixou claro que, para ambas as partes, era um expediente temporário. Depois que o tratado expirou, os venezianos se aliaram a Carlos de Anjou, mas seus planos foram frustrados pela eclosão da Guerra das Vésperas Sicilianas em 1282, forçando Veneza mais uma vez a renovar a paz com os bizantinos em 1285.